# Eucera aragalli
Eucera aragalli är en biart som först beskrevs av Cockerell 1904. Den ingår i släktet långhornsbin och familjen långtungebin. Inga underarter finns listade i Catalogue of Life.

## Beskrivning
Arten är ovanlig, och därför inte mycket studerad; endast honan är beskriven. Hennes grundfärg är svart med antennerna samt lederna på fötter och skenben rödbruna. Huvudet är påtagligt brett, med en tämligen lång tunga. Huvud och mellankropp har förhållandevis tät päls, som är vitaktig utom på främre delen av mellankroppen, där den är gulbrun. På bakkroppen är pälsen övervägande ljust gulbrun. Tergit 1 har en bred, naken bakkant. På tergit 3 till 5 är framkanten täckt av en smal strimma med tät, svart päls, medan tergit 6 har gråbruna sidor. Kroppen är omkring 13 mm lång, bakvingen är knappt 10 mm lång, och bakkroppen är drygt 5 mm bred.

## Utbredning
Arten har endast påträffats på ett fåtal områden i USA, som South Dakota och Colorado i Midwestern samt Texas

## Ekologi
Som alla långhornsbin är arten solitär (icke samhällsbildande). Honan gräver ensam ut larvboet i marken.